# The Dividing Line (film 1912)
The Dividing Line è un cortometraggio muto del 1912 diretto da Herbert Brenon.

## Produzione
Il film fu prodotto dall'Independent Moving Pictures Co. of America (IMP).

## Distribuzione
Distribuito dall'Universal Film Manufacturing Company, il film - un cortometraggio in una bobina - uscì nelle sale cinematografiche statunitensi il 24 giugno 1912. Il 24 ottobre, la J.F. Brockliss lo distribuì nel Regno Unito.